# Вальденсы
Вальде́нсы — религиозное движение в западном христианстве. Апеллируя к идеалам раннего христианства, вальденсы ратовали за ликвидацию частной собственности, апостолическую бедность и взаимопомощь, а также мирскую проповедь и свободу чтения Библии.
Одновременно с вальденсами на юге Франции в XII и XIII веках существовало движение альбигойцев, исповедовавших сходные добродетели. Вместе с тем отождествлять альбигойцев (катаров) и вальденсов ошибочно.
В настоящее время в мире насчитывается около 45 тыс. вальденсов (в т. ч. в Италии, в основном в Пьемонте,— 20 тыс., в Германии — около 3 тыс., Уругвае — 12 тыс., Аргентине — 10 тыс.).

## Название
Названию «вальденсы» в настоящее время приписывают двоякую этимологию: с одной стороны, это «люди долин (Vaudois)» Дофинэ и Пьемонта, с другой — последователи лионского купца Пьера Вальдо (Петера Вальдуса), жившего во второй половине XII века (при этом известно, что полемическое сочинение против учения «долинных людей» (contra valdenses) было написано по крайней мере за 40 лет до того, как он начал свои проповеди).

## История

### Начало движения
Пьер Вальдо не желал довольствоваться существовавшими в его время изданиями Библии на французском языке и заказал персональный перевод с латинского некоторых мест. Изучение этих текстов привело его к идее о необходимости раздать нищим своё имущество, чтобы добровольной бедностью восстановить первоначальную чистоту христианских нравов. Вместе с группой единомышленников он отправился проповедовать Евангелие. Так как его последователи отвергали саму идею собственности, они получили название лат. «pauperes de Lugduno» («лионские нищие», а также «леонисты»). Ломбардские вальденсы (лат. pauperes italici) слились в Милане с существовавшими уже там раньше гумилиатами («нищими духом»), именовавшимися так за своё смирение.
Не стремясь отделиться от официальной католической церкви, вальденсы, тем не менее, вошли с ней в конфликт, поскольку провозглашали право мирян свободно (без участия и контроля священнослужителей) читать Библию и другие священные книги, комментировать их и проповедовать, а позднее подвергли сомнению католическое учение о таинствах.
В 1179 году вальденсы отправились в Рим, чтобы получить благословение папы римского Александра III, однако он запретил им проповедовать своё учение. Преемник Александра III, папа Луций III на соборе в Вероне в 1184 году отлучил их от церкви, а Иннокентий III на Латеранском соборе в 1215 году подтвердил это отлучение. В 1211 году в Страсбурге более восьмидесяти человек из числа вальденсов были схвачены, обвинены в ереси и  сожжены на кострах; с этого момента ведётся отсчёт многовековых гонений на последователей этой конфессии. Гонения, тем не менее, не помешали учению вальденсов распространиться по Италии, Франции и Чехии (Богемии). Из Франции они направились главным образом по южным склонам Котических Альп, где долины Пьемонта и Савойи служили их главным приютом.
Важным моментом в деятельности первых вальденсов стала их борьба с катарами через публичные проповеди и полемические трактаты, к примеру «Liber Antiheresis» некоего Дуранда из Оски (Durandus de Osca) — сподвижника Вальдо, впоследствии вернувшегося в лоно католической церкви.
Несмотря на свои евангелические правила, чистоту нравов и жизнь, основанную преимущественно на Нагорной проповеди, вальденсы вплоть до XVIII века повсюду подвергались жестоким гонениям. Папа Сикст IV даже объявил крестовый поход против них. Вероятно, к этой эпохе принадлежит самое выдающееся литературное произведение вальденсов — дидактическое стихотворение «Nobla Leycon».
Во время Реформации многие вальденсы приняли новое учение. На Шанфоранском синоде (1532) вальденсы заключили союз со Швейцарской реформатской церковью и предложили Оливетану, двоюродному брату Жана Кальвина, подготовить новый французский перевод Библии. Этот перевод был опубликован в 1535 году с двумя предисловиями Кальвина, ставшими его первыми протестантскими сочинениями.
Преследования вальденсов продолжались. Так, в 1545 году только в Дофинэ были убиты примерно 4000 последователей учения, а в провансальском городе Мерендоль провансальские и папские солдаты устроили резню, в ходе которой убили несколько сотен, а возможно, даже тысяч вальденсов; в 1655 году солдаты пьемонтских войск в союзе с бандитами и ирландскими наёмниками пленили и замучили две тысячи вальденсов. В 1685 году французские и итальянские войска убили около 3000 вальденсов, ещё около 10 000 взяли в плен, и  около 3000 отнятых у них детей распределили по католическим местностям. В 1688 году группа вальденсов под руководством Анри Арно и Джошуа Джанавела попыталась вернуться на родину, но в итоге они были вынуждены бежать в Германию.
Когда вальденсы подвергались особенно сильным преследованиям, они получали моральную поддержку и практическую помощь из Женевы и из Англии. Массовые убийства 1655 года подвигли Джона Мильтона написать знаменитый сонет «На недавнюю резню в Пьемонте» («Отмсти, Господи, за Твоих убиенных святых») и вызвали поток пожертвований, а также дипломатическое вмешательство Оливера Кромвеля.
Благодаря заступничеству протестантских государств, в особенности Пруссии, король Сардинии Карл Альберт патентом от 17 февраля 1848 года даровал вальденсам религиозную и церковную свободу и гражданские права.

### Новое время

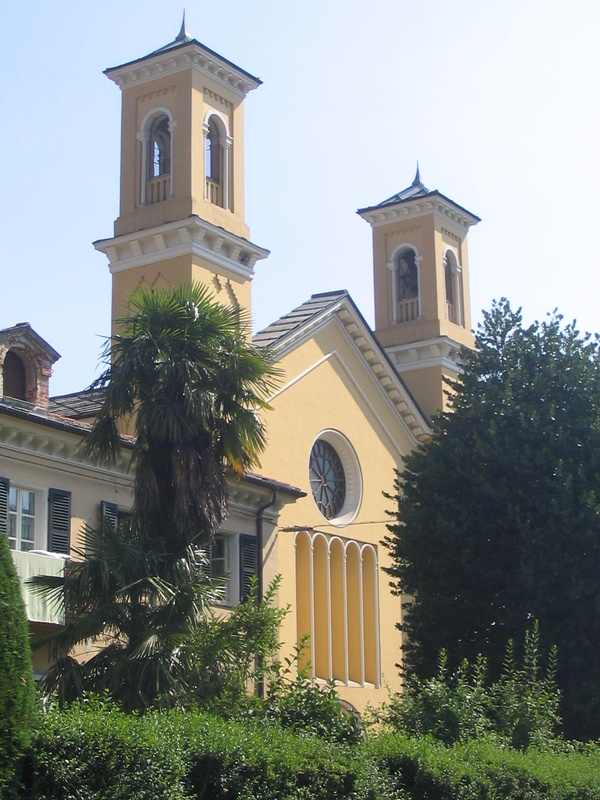
Церковь вальденсов в Торре-Пелличе

В Новое время вальденсы населяли преимущественно три альпийские долины: Валь-Мартино, Валь-Андрона и Валь-Лучерна, отличаясь чистотой нравов, трудолюбием и превосходной обработкой полей и виноградников. Число их сократилось с 80000 (около 1500 года) до 25000 человек.
В 1833 году во всей Италии было не больше 14866 вальденсов, которые образовывали 68 общин и 16 миссионерских станций, расположенных от Турина до Палермо, где работало больше 100 человек (проповедники, евангелисты, учителя и распространители книг). В 1879 году их теологическая школа во Флоренции насчитывала трёх профессоров и 17 студентов.
Главным их органом было издание «Rivista christiana». Если в прошлом проповедником мог быть любой член общины, в том числе женщина, то по церковному уставу 1839 года от проповедника требовался образовательный ценз и утверждение синода. Последний состоял из духовенства и мирян, собирался поочерёдно в одной из упомянутых выше пьемонтских долин и образовывал высшую законодательную власть.

### Новейшее время
Во время Второй мировой войны итальянские вальденсы активно помогали евреям и содействовали их спасению.
В 1975 году итальянская вальденсианская церковь объединилась с местной Итальянской методистской церковью, создав Союз методистской и вальденской церквей, входящий во Всемирный Совет Церквей.
Вальденсианская церковь в Аргентине и Уругвае была основана в 1865 году итальянскими мигрантами. Ныне она имеет около 40 конгрегаций и 15 000 последователей. Кроме того, небольшие общины вальденсов продолжают существовать в Германии и США (где они по большей части слились с пресвитерианами).